# 339
339（三百三十九、さんびゃくさんじゅうきゅう）は自然数、また整数において、338の次で340の前の数である。

## 性質
- 339 は合成数であり、約数は 1, 3, 113, 339 である。
  - 約数の和は456。
- 109番目の半素数である。1つ前は335、次は341。
- 1～20までの約数の和である。1つ前は297、次は371。
- 各位の和が15になる16番目の数である。1つ前は294、次は348。
- 各位の立方和が783になる最小の数である。次は393。(オンライン整数列大辞典の数列 A055012)
  - 各位の立方和が n になる最小の数である。1つ前の782は3368、次の784は1339。(オンライン整数列大辞典の数列 A165370)
- 339 = 12 + 72 + 172 = 12 + 132 + 132 = 52 + 52 + 172 = 72 + 112 + 132
  - 3つの平方数の和4通りで表せる25番目の数である。1つ前は299、次は353。(オンライン整数列大辞典の数列 A025324)
  - 339 = 12 + 72 + 172 = 72 + 112 + 132
    - 異なる3つの平方数の和2通りで表せる62番目の数である。1つ前は333、次は344。(オンライン整数列大辞典の数列 A025340)

  - 339 = 72 + 112 + 132
    - 3連続素数の平方和で表せる4番目の数である。1つ前は195、次は579。
- 339 = {\displaystyle \sum _{k=1}^{9}(k^{2}+k+1)}
  - n = 9 のときの {\displaystyle \sum _{k=1}^{n}(k^{2}+k+1)} の値とみたとき1つ前は248、次は450。(オンライン整数列大辞典の数列 A145069)

## その他 339 に関連すること
- 西暦339年
- 三々九度